# Joe Cole
Joseph Cole, detto Joe Cole (Londra, 8 novembre 1981), è un allenatore di calcio ed ex calciatore inglese, di ruolo centrocampista o ala.

## Biografia
Joe Cole è sposato dal 2009 con una donna di nome Carly Zucker, da cui ha avuto due figli: Ruby (2010) e Harrison (2012).

## Caratteristiche tecniche
Joe Cole era un trequartista di ruolo, ma poteva essere utilizzato anche come ala sinistra; era rapido, bravo nei dribbling e dotato di un'ottima visione di gioco. L'allenatore José Mourinho lo ha paragonato a Zinédine Zidane, a cui si ispirava.

## Carriera

### Club

#### West Ham
Esordisce con il West Ham in Premier League durante la stagione 1998-1999. La stagione seguente gioca spesso da titolare nel centrocampo degli Hammers.

#### Chelsea
Nel 2002-2003 il West Ham retrocede in Championship, e Joe viene acquistato dal Chelsea. Si guadagna così il ruolo di trequartista e di numero 10 all'interno dei Blues.
Nella stagione 2008-2009 è relegato in panchina da Luiz Felipe Scolari. In seguito, con l'abbandono di Scolari e l'ingaggio dell'allenatore Guus Hiddink, Cole trova maggiore spazio in squadra e partecipa alla vittoria della FA Cup.
Il 4 aprile 2010 mette la firma nella partita decisiva per il titolo di campione d'Inghilterra tra Manchester Utd e Chelsea, terminato 1-2, mettendo a segno la rete dello 0-1.
Finita la stagione, si svincola dal Chelsea dopo averci militato per 7 stagioni.

#### Liverpool
Il 19 luglio 2010 firma un contratto di quattro anni con il Liverpool, con uno stipendio di 90000 sterline a settimana.

#### Lille
Il 31 agosto 2011 passa in prestito ai francesi del Lille.

#### Ritorno al West Ham
Il 4 gennaio 2013, dopo aver fatto ritorno al Liverpool a fine prestito, viene acquistato dal West Ham, squadra che lo aveva lanciato quindici anni prima. Al termine della stagione 2013-2014 rimane svincolato.

#### Aston Villa
Il 10 giugno 2014 firma un contratto biennale con l'Aston Villa.

#### Coventry City
Il 16 ottobre 2015 viene ceduto in prestito al Coventry City.

#### Tampa Bay Rowdies
Il 5 maggio 2016 viene ufficializzato il suo passaggio ai Tampa Bay Rowdies, squadra statunitense militante prima nella NASL e, a partire dall'anno successivo, nell'USL.
L'8 giugno 2018 diventa assistente allenatore, mantenendo comunque il ruolo di giocatore.
Il 13 novembre 2018, all'età di 37 anni, annuncia il suo ritiro dal calcio giocato alla fine della stagione agonistica.

### Nazionale
Ha esordito ufficialmente con la nazionale inglese nell'amichevole di Derby, vinta 4-0 contro il  Messico. Al campionato del mondo 2006 è stato eletto una volta anche Man of the Match dalla FIFA. Nella partita contro la Svezia (terza giornata della fase a gironi, gruppo B) è stato autore di un gol da fuori area dopo un controllo di petto, con la palla che si è infilata nell'angolo basso alla sinistra di Andreas Isaksson.
Dopo il campionato del mondo 2010 non viene più preso in considerazione dalla Nazionale inglese.

## Statistiche

### Presenze e reti nei club.
| Stagione                 | Squadra                  | Campionato               | Campionato | Campionato | Coppa nazionale | Coppa nazionale | Coppa nazionale | Coppe europee | Coppe europee | Coppe europee | Altre coppe | Altre coppe | Altre coppe | Totale | Totale |
| Stagione                 | Squadra                  | Comp                     | Pres       | Reti       | Comp            | Pres            | Reti            | Comp          | Pres          | Reti          | Comp        | Pres        | Reti        | Pres   | Reti   |
| ------------------------ | ------------------------ | ------------------------ | ---------- | ---------- | --------------- | --------------- | --------------- | ------------- | ------------- | ------------- | ----------- | ----------- | ----------- | ------ | ------ |
| 1998-1999                | West Ham                 | PL                       | 8          | 0          | FACup+CdL       | 1+0             | 0               | -             | -             | -             | -           | -           | -           | 9      | 0      |
| 1999-2000                | West Ham                 | PL                       | 22         | 1          | FACup+CdL       | 1+4             | 0+1             | Int+CU        | 3+2           | 0             | -           | -           | -           | 32     | 2      |
| 2000-2001                | West Ham                 | PL                       | 30         | 5          | FACup+CdL       | 4+2             | 0               | -             | -             | -             | -           | -           | -           | 36     | 5      |
| 2001-2002                | West Ham                 | PL                       | 31         | 0          | FACup+CdL       | 3+0             | 1               | -             | -             | -             | -           | -           | -           | 34     | 1      |
| 2002-2003                | West Ham                 | PL                       | 36         | 4          | FACup+CdL       | 2+2             | 1+0             | -             | -             | -             | -           | -           | -           | 40     | 5      |
| 2003-2004                | Chelsea                  | PL                       | 35         | 1          | FACup+CdL       | 3+3             | 0+2             | UCL           | 9             | 0             | -           | -           | -           | 50     | 3      |
| 2004-2005                | Chelsea                  | PL                       | 28         | 8          | FACup+CdL       | 3+6             | 0               | UCL           | 9             | 1             | -           | -           | -           | 46     | 9      |
| 2005-2006                | Chelsea                  | PL                       | 34         | 8          | FACup+CdL       | 6+1             | 2+0             | UCL           | 6             | 1             | CS          | 1           | 0           | 48     | 11     |
| 2006-2007                | Chelsea                  | PL                       | 13         | 0          | FACup+CdL       | 2+2             | 0+1             | UCL           | 7             | 1             | CS          | 0           | 0           | 24     | 2      |
| 2007-2008                | Chelsea                  | PL                       | 33         | 7          | FACup+CdL       | 3+5             | 0+1             | UCL           | 13            | 2             | CS          | 1           | 0           | 55     | 10     |
| 2008-2009                | Chelsea                  | PL                       | 14         | 2          | FACup+CdL       | 2+0             | 0               | UCL           | 4             | 1             | -           | -           | -           | 20     | 3      |
| 2009-2010                | Chelsea                  | PL                       | 26         | 2          | FACup+CdL       | 5+3             | 0               | UCL           | 5             | 0             | CS          | -           | -           | 39     | 2      |
| Totale Chelsea           | Totale Chelsea           | Totale Chelsea           | 183        | 28         |                 | 44              | 6               |               | 53            | 6             |             | 2           | 0           | 281    | 40     |
| 2010-2011                | Liverpool                | PL                       | 20         | 2          | FACup+CdL       | 0+0             | 0               | UEL           | 12            | 1             | -           | -           | -           | 32     | 3      |
| 2011-2012                | Lilla                    | L1                       | 32         | 4          | CF+CdL          | 3+2             | 3+2             | UCL           | 6             | 0             | -           | -           | -           | 43     | 9      |
| 2012-gen. 2013           | Liverpool                | PL                       | 6          | 1          | FACup+CdL       | 0+1             | 0               | UEL           | 3             | 1             | -           | -           | -           | 10     | 2      |
| Totale Liverpool         | Totale Liverpool         | Totale Liverpool         | 26         | 3          |                 | 1               | 0               |               | 15            | 2             |             | -           | -           | 42     | 5      |
| gen.-giu. 2013           | West Ham                 | PL                       | 11         | 2          | FACup+CdL       | 1+0             | 0               | -             | -             | -             | -           | -           | -           | 12     | 2      |
| 2013-2014                | West Ham                 | PL                       | 20         | 3          | FACup+CdL       | 0+5             | 0               | -             | -             | -             | -           | -           | -           | 25     | 3      |
| Totale West Ham          | Totale West Ham          | Totale West Ham          | 158        | 15         |                 | 25              | 3               |               | 5             | 0             |             | -           | -           | 188    | 18     |
| 2014-2015                | Aston Villa              | PL                       | 12         | 1          | FACup+CdL       | 2+2             | 0+0             | -             | -             | -             | -           | -           | -           | 16     | 1      |
| 2015-2016                | Coventry City            | FL1                      | 22         | 2          | FACup+CdL       | 0+0             | 0+0             | -             | -             | -             | -           | -           | -           | 22     | 2      |
| 2016                     | Tampa Bay Rowdies        | NASL II                  | 24         | 9          | USOC            | 2               | 0               | -             | -             | -             | -           | -           | -           | 26     | 9      |
| 2017                     | Tampa Bay Rowdies        | USL                      | 28         | 7          | USOC            | 1               | 0               | -             | -             | -             | -           | -           | -           | 29     | 7      |
| 2018                     | Tampa Bay Rowdies        | USL                      | 30         | 4          | USOC            | 1               | 0               | -             | -             | -             | -           | -           | -           | 31     | 4      |
| Totale Tampa Bay Rowdies | Totale Tampa Bay Rowdies | Totale Tampa Bay Rowdies | 82         | 20         |                 | 4               | 0               |               |               |               |             |             |             | 86     | 20     |
| Totale carriera          | Totale carriera          | Totale carriera          | 515        | 73         |                 | 83              | 14              |               | 79            | 8             |             | 2           | 0           | 679    | 95     |

### Cronologia presenze e reti in nazionale
| Cronologia completa delle presenze e delle reti in nazionale ― Inghilterra | Cronologia completa delle presenze e delle reti in nazionale ― Inghilterra | Cronologia completa delle presenze e delle reti in nazionale ― Inghilterra | Cronologia completa delle presenze e delle reti in nazionale ― Inghilterra | Cronologia completa delle presenze e delle reti in nazionale ― Inghilterra | Cronologia completa delle presenze e delle reti in nazionale ― Inghilterra | Cronologia completa delle presenze e delle reti in nazionale ― Inghilterra | Cronologia completa delle presenze e delle reti in nazionale ― Inghilterra |
| Data                                                                       | Città                                                                      | In casa                                                                    | Risultato                                                                  | Ospiti                                                                     | Competizione                                                               | Reti                                                                       | Note                                                                       |
| -------------------------------------------------------------------------- | -------------------------------------------------------------------------- | -------------------------------------------------------------------------- | -------------------------------------------------------------------------- | -------------------------------------------------------------------------- | -------------------------------------------------------------------------- | -------------------------------------------------------------------------- | -------------------------------------------------------------------------- |
| 25-5-2001                                                                  | Derby                                                                      | Inghilterra                                                                | 4 – 0                                                                      | Messico                                                                    | Amichevole                                                                 | -                                                                          | 46’                                                                        |
| 13-2-2002                                                                  | Amsterdam                                                                  | Paesi Bassi                                                                | 1 – 1                                                                      | Inghilterra                                                                | Amichevole                                                                 | -                                                                          | 80’                                                                        |
| 27-3-2002                                                                  | Leeds                                                                      | Inghilterra                                                                | 1 – 2                                                                      | Italia                                                                     | Amichevole                                                                 | -                                                                          | 46’                                                                        |
| 17-4-2002                                                                  | Liverpool                                                                  | Inghilterra                                                                | 4 – 0                                                                      | Paraguay                                                                   | Amichevole                                                                 | -                                                                          | 46’                                                                        |
| 21-5-2002                                                                  | Seogwipo                                                                   | Inghilterra                                                                | 1 – 1                                                                      | Corea del Sud                                                              | Amichevole                                                                 | -                                                                          | 46’                                                                        |
| 26-5-2002                                                                  | Kōbe                                                                       | Inghilterra                                                                | 2 – 2                                                                      | Camerun                                                                    | Amichevole                                                                 | -                                                                          |                                                                            |
| 2-6-2002                                                                   | Saitama                                                                    | Inghilterra                                                                | 1 – 1                                                                      | Svezia                                                                     | Mondiali 2002 - 1º turno                                                   | -                                                                          | 74’                                                                        |
| 7-9-2002                                                                   | Birmingham                                                                 | Inghilterra                                                                | 1 – 1                                                                      | Portogallo                                                                 | Amichevole                                                                 | -                                                                          | 63’                                                                        |
| 22-5-2003                                                                  | Durban                                                                     | Sudafrica                                                                  | 1 – 2                                                                      | Inghilterra                                                                | Amichevole                                                                 | -                                                                          | 75’                                                                        |
| 3-6-2003                                                                   | Leicester                                                                  | Inghilterra                                                                | 2 – 1                                                                      | Serbia e Montenegro                                                        | Amichevole                                                                 | 1                                                                          | 62’                                                                        |
| 20-8-2003                                                                  | Ipswich                                                                    | Inghilterra                                                                | 3 – 1                                                                      | Croazia                                                                    | Amichevole                                                                 | -                                                                          | 61’                                                                        |
| 10-9-2003                                                                  | Manchester                                                                 | Inghilterra                                                                | 2 – 0                                                                      | Liechtenstein                                                              | Qual. Euro 2004                                                            | -                                                                          | 69’                                                                        |
| 16-11-2003                                                                 | Manchester                                                                 | Inghilterra                                                                | 2 – 3                                                                      | Danimarca                                                                  | Amichevole                                                                 | 1                                                                          | 76’                                                                        |
| 18-2-2004                                                                  | Faro                                                                       | Portogallo                                                                 | 1 – 1                                                                      | Inghilterra                                                                | Amichevole                                                                 | -                                                                          | 46’                                                                        |
| 31-3-2004                                                                  | Göteborg                                                                   | Svezia                                                                     | 1 – 0                                                                      | Inghilterra                                                                | Amichevole                                                                 | -                                                                          | 60’                                                                        |
| 1-6-2004                                                                   | Manchester                                                                 | Inghilterra                                                                | 1 – 1                                                                      | Giappone                                                                   | Amichevole                                                                 | -                                                                          | 77’                                                                        |
| 5-6-2004                                                                   | Manchester                                                                 | Inghilterra                                                                | 6 – 1                                                                      | Islanda                                                                    | Amichevole                                                                 | -                                                                          | 46’                                                                        |
| 4-9-2004                                                                   | Vienna                                                                     | Austria                                                                    | 2 – 2                                                                      | Inghilterra                                                                | Qual. Mondiali 2006                                                        | -                                                                          | 84’                                                                        |
| 13-10-2004                                                                 | Baku                                                                       | Azerbaigian                                                                | 0 – 1                                                                      | Inghilterra                                                                | Qual. Mondiali 2006                                                        | -                                                                          | 85’                                                                        |
| 26-3-2005                                                                  | Manchester                                                                 | Inghilterra                                                                | 4 – 0                                                                      | Irlanda del Nord                                                           | Qual. Mondiali 2006                                                        | 1                                                                          |                                                                            |
| 30-3-2005                                                                  | Newcastle                                                                  | Inghilterra                                                                | 2 – 0                                                                      | Azerbaigian                                                                | Qual. Mondiali 2006                                                        | -                                                                          |                                                                            |
| 28-5-2005                                                                  | New Jersey                                                                 | Stati Uniti                                                                | 1 – 2                                                                      | Inghilterra                                                                | Amichevole                                                                 | -                                                                          | 63’                                                                        |
| 31-5-2005                                                                  | East Rutherford                                                            | Inghilterra                                                                | 3 – 2                                                                      | Colombia                                                                   | Amichevole                                                                 | -                                                                          | 86’                                                                        |
| 17-8-2005                                                                  | Copenaghen                                                                 | Danimarca                                                                  | 4 – 1                                                                      | Inghilterra                                                                | Amichevole                                                                 | -                                                                          |                                                                            |
| 3-9-2005                                                                   | Cardiff                                                                    | Galles                                                                     | 0 – 1                                                                      | Inghilterra                                                                | Qual. Mondiali 2006                                                        | 1                                                                          | 77’                                                                        |
| 7-9-2005                                                                   | Belfast                                                                    | Irlanda del Nord                                                           | 1 – 0                                                                      | Inghilterra                                                                | Qual. Mondiali 2006                                                        | -                                                                          | 53’                                                                        |
| 8-10-2005                                                                  | Manchester                                                                 | Inghilterra                                                                | 1 – 0                                                                      | Austria                                                                    | Qual. Mondiali 2006                                                        | -                                                                          | 28’ - 62’                                                                  |
| 12-10-2005                                                                 | Manchester                                                                 | Inghilterra                                                                | 2 – 1                                                                      | Polonia                                                                    | Qual. Mondiali 2006                                                        | -                                                                          | 87’                                                                        |
| 12-11-2005                                                                 | Ginevra                                                                    | Argentina                                                                  | 2 – 3                                                                      | Inghilterra                                                                | Amichevole                                                                 | -                                                                          | 58’ - 67’                                                                  |
| 1-3-2006                                                                   | Liverpool                                                                  | Inghilterra                                                                | 2 – 1                                                                      | Uruguay                                                                    | Amichevole                                                                 | 1                                                                          |                                                                            |
| 30-5-2006                                                                  | Manchester                                                                 | Inghilterra                                                                | 3 – 1                                                                      | Ungheria                                                                   | Amichevole                                                                 | -                                                                          |                                                                            |
| 3-6-2006                                                                   | Manchester                                                                 | Inghilterra                                                                | 6 – 0                                                                      | Giamaica                                                                   | Amichevole                                                                 | -                                                                          |                                                                            |
| 10-6-2006                                                                  | Francoforte sul Meno                                                       | Inghilterra                                                                | 1 – 0                                                                      | Paraguay                                                                   | Mondiali 2006 - 1º turno                                                   | -                                                                          | 82’                                                                        |
| 15-6-2006                                                                  | Norimberga                                                                 | Inghilterra                                                                | 2 – 0                                                                      | Trinidad e Tobago                                                          | Mondiali 2006 - 1º turno                                                   | -                                                                          | 74’                                                                        |
| 20-6-2006                                                                  | Colonia                                                                    | Svezia                                                                     | 2 – 2                                                                      | Inghilterra                                                                | Mondiali 2006 - 1º turno                                                   | 1                                                                          |                                                                            |
| 25-6-2006                                                                  | Stoccarda                                                                  | Inghilterra                                                                | 1 – 0                                                                      | Ecuador                                                                    | Mondiali 2006 - Ottavi di finale                                           | -                                                                          | 77’                                                                        |
| 1-7-2006                                                                   | Gelsenkirchen                                                              | Inghilterra                                                                | 0 – 0 dts (1 - 3 dtr)                                                      | Portogallo                                                                 | Mondiali 2006 - Quarti di finale                                           | -                                                                          | 65’                                                                        |
| 15-11-2006                                                                 | Amsterdam                                                                  | Paesi Bassi                                                                | 1 – 1                                                                      | Inghilterra                                                                | Amichevole                                                                 | -                                                                          | 78’                                                                        |
| 1-6-2007                                                                   | Londra                                                                     | Inghilterra                                                                | 1 – 1                                                                      | Brasile                                                                    | Amichevole                                                                 | -                                                                          | 62’                                                                        |
| 6-6-2007                                                                   | Tallinn                                                                    | Estonia                                                                    | 0 – 3                                                                      | Inghilterra                                                                | Qual. Euro 2008                                                            | 1                                                                          | 75’                                                                        |
| 22-8-2007                                                                  | Londra                                                                     | Inghilterra                                                                | 1 – 2                                                                      | Germania                                                                   | Amichevole                                                                 | -                                                                          | 34’ - 70’                                                                  |
| 8-9-2007                                                                   | Londra                                                                     | Inghilterra                                                                | 3 – 0                                                                      | Israele                                                                    | Qual. Euro 2008                                                            | -                                                                          |                                                                            |
| 12-9-2007                                                                  | Londra                                                                     | Inghilterra                                                                | 3 – 0                                                                      | Russia                                                                     | Qual. Euro 2008                                                            | -                                                                          | 78’ - 88’                                                                  |
| 13-10-2007                                                                 | Londra                                                                     | Inghilterra                                                                | 3 – 0                                                                      | Estonia                                                                    | Qual. Euro 2008                                                            | -                                                                          |                                                                            |
| 17-10-2007                                                                 | Mosca                                                                      | Russia                                                                     | 2 – 1                                                                      | Inghilterra                                                                | Qual. Euro 2008                                                            | -                                                                          | 81’                                                                        |
| 16-11-2007                                                                 | Vienna                                                                     | Austria                                                                    | 0 – 1                                                                      | Inghilterra                                                                | Amichevole                                                                 | -                                                                          | 46’                                                                        |
| 21-11-2007                                                                 | Londra                                                                     | Inghilterra                                                                | 2 – 3                                                                      | Croazia                                                                    | Qual. Euro 2008                                                            | -                                                                          | 80’                                                                        |
| 6-2-2008                                                                   | Londra                                                                     | Inghilterra                                                                | 2 – 1                                                                      | Svizzera                                                                   | Amichevole                                                                 | -                                                                          | 57’                                                                        |
| 26-3-2008                                                                  | Saint-Denis                                                                | Francia                                                                    | 1 – 0                                                                      | Inghilterra                                                                | Amichevole                                                                 | -                                                                          | 46’                                                                        |
| 28-5-2008                                                                  | Londra                                                                     | Inghilterra                                                                | 2 – 0                                                                      | Stati Uniti                                                                | Amichevole                                                                 | -                                                                          | 78’                                                                        |
| 20-8-2008                                                                  | Londra                                                                     | Inghilterra                                                                | 2 – 2                                                                      | Rep. Ceca                                                                  | Amichevole                                                                 | 1                                                                          | 57’                                                                        |
| 6-9-2008                                                                   | Barcellona                                                                 | Andorra                                                                    | 0 – 2                                                                      | Inghilterra                                                                | Qual. Mondiali 2010                                                        | 2                                                                          | 46’                                                                        |
| 10-9-2008                                                                  | Zagabria                                                                   | Croazia                                                                    | 1 – 4                                                                      | Inghilterra                                                                | Qual. Mondiali 2010                                                        | -                                                                          | 55’                                                                        |
| 30-5-2010                                                                  | Graz                                                                       | Giappone                                                                   | 1 – 2                                                                      | Inghilterra                                                                | Amichevole                                                                 | -                                                                          | 46’                                                                        |
| 23-6-2010                                                                  | Port Elizabeth                                                             | Slovenia                                                                   | 0 – 1                                                                      | Inghilterra                                                                | Mondiali 2010 - 1º turno                                                   | -                                                                          | 72’                                                                        |
| 27-6-2010                                                                  | Bloemfontein                                                               | Germania                                                                   | 4 – 1                                                                      | Inghilterra                                                                | Mondiali 2010 - Ottavi di finale                                           | -                                                                          | 64’                                                                        |
| Totale                                                                     |                                                                            | Presenze                                                                   | 56                                                                         |                                                                            | Reti                                                                       | 10                                                                         |                                                                            |

## Palmarès

### Competizioni nazionali
- Campionato inglese: 3

Chelsea: 2004-2005, 2005-2006, 2009-2010
- Coppa di Lega inglese: 2

Chelsea: 2004-2005, 2006-2007
- Coppa d'Inghilterra: 3

Chelsea: 2006-2007, 2008-2009, 2009-2010
- Community Shield: 2

Chelsea: 2005, 2009

### Competizioni internazionali
- Coppa Intertoto UEFA: 1

West Ham: 1999

### Competizioni giovanili
- FA Youth Cup: 1

West Ham: 1998-1999